# Кріс Бембрідж
Крістофер Френсіс Бембрідж (англ. Christopher Francis Bambridge, нар. 7 жовтня 1947, Кеттерінг, Англія) — австралійський футбольний арбітр. Арбітр ФІФА у 1980—1992 роках.

## Кар'єра
Він приїхав до Австралії з Британії у 1974 році. З 1977 року судив матчі місцевої Національної футбольної ліги, де працював до виходу на пенсію в 1991 році.
Отримавши статус міжнародного арбітра, у він працював на молодіжному чемпіонаті світу 1983 року в Мексиці, де провів одну гру як головний арбітр, а також працював лайнсменом у чвертьфіналі, півфіналі та фіналу чемпіонаті. Через два роки поїхав на юнацький чемпіонат світу 1985 року у Китаї, де відсудив чотири матчі, в тому числі і фінал.
Він також судив по одному матчу на чемпіонаті світу 1986 року в Мексиці та Олімпійських іграх 1988 року в Південній Кореї, ставши першим і єдиним австралійським арбітром, який працював як на чемпіонатах світу, так і на Олімпіаді.
Бамбрідж відомий тим, що у матчі чемпіонату світу 1986 року в Мексиці, Іспанія проти Бразилії, він не зарахував чистий гол іспанця Мічела, який влучив у поперечку, від якої м'яч залетів за лінію воріт і потім вискочив у поле.
Після завершення кар'єри взяв на себе роль менеджера з питань розвитку суддів, керуючи розробкою та призначенням арбітрів у Мельбурні та Вікторії. Він також був президентом футбольних арбітрів Вікторії.
У 2000 році Бембрідж був включений до Зали слави Футбольної федерації Австралії.
У 2009 році він отримав Золоту премію Азійської футбольної конфедерації та залишається єдиним суддею з Австралії, який отримав цю честь.